# ク5 (航空機)
ク5は、大日本帝国陸軍が試作した滑空機（軍用グライダー）。

## 概要
第二次世界大戦中、前田航研工業は陸軍が用いる操縦練習用滑空機としてク5の開発を行った。機体は、エンジンを搭載していない点以外は当時の軽飛行機に近い形状のもので、タンデム三座の低翼単葉機だった。降着装置は固定脚。試作機が製作されたのみで開発は中止された。